# Андрей Ангел
Андрей Ангел (рум. Andrei Anghel; 17 листопада 1989, м. Сіная, Румунія) — румунський санчатник, який виступає в санному спорті, здебільшого в парному розряді, на професіональному рівні з 2004 року.
Дебютував в національній команді, як учасник зимових Олімпійських ігор в 2010 році, досягши 20 місця в парному розряді. Такі ж скромні результати на світових форумах санчатників. В парному розряді виступає разом з санчатником Паулем Іфрімом з 2007 року.